# Magliano Nuovo
Magliano Nuovo è una frazione di Magliano Vetere in provincia di Salerno, in Campania.

## Geografia fisica

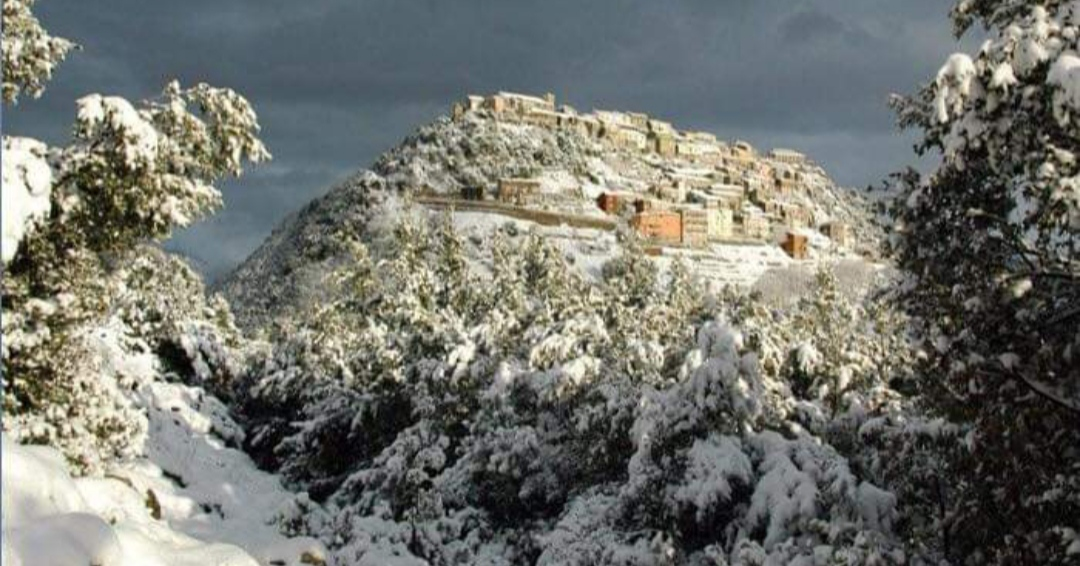
Magliano Nuovo, veduta con neve

Il paese è situato nell'Appennino lucano sulla cima di una montagna a circa 700 - 800 metri sul livello del mare, sull'estremità orientale della dorsale montuosa data dai monti Calpazio, Vesole, Chianiello e Faito, sul confine tra la Valle del Calore e quella del fiume Alento. Rientra a pieno nel Cilento ed è situato nel parco nazionale omonimo; il territorio del borgo è ricco di boschi, percorsi naturalistici e grotte. 

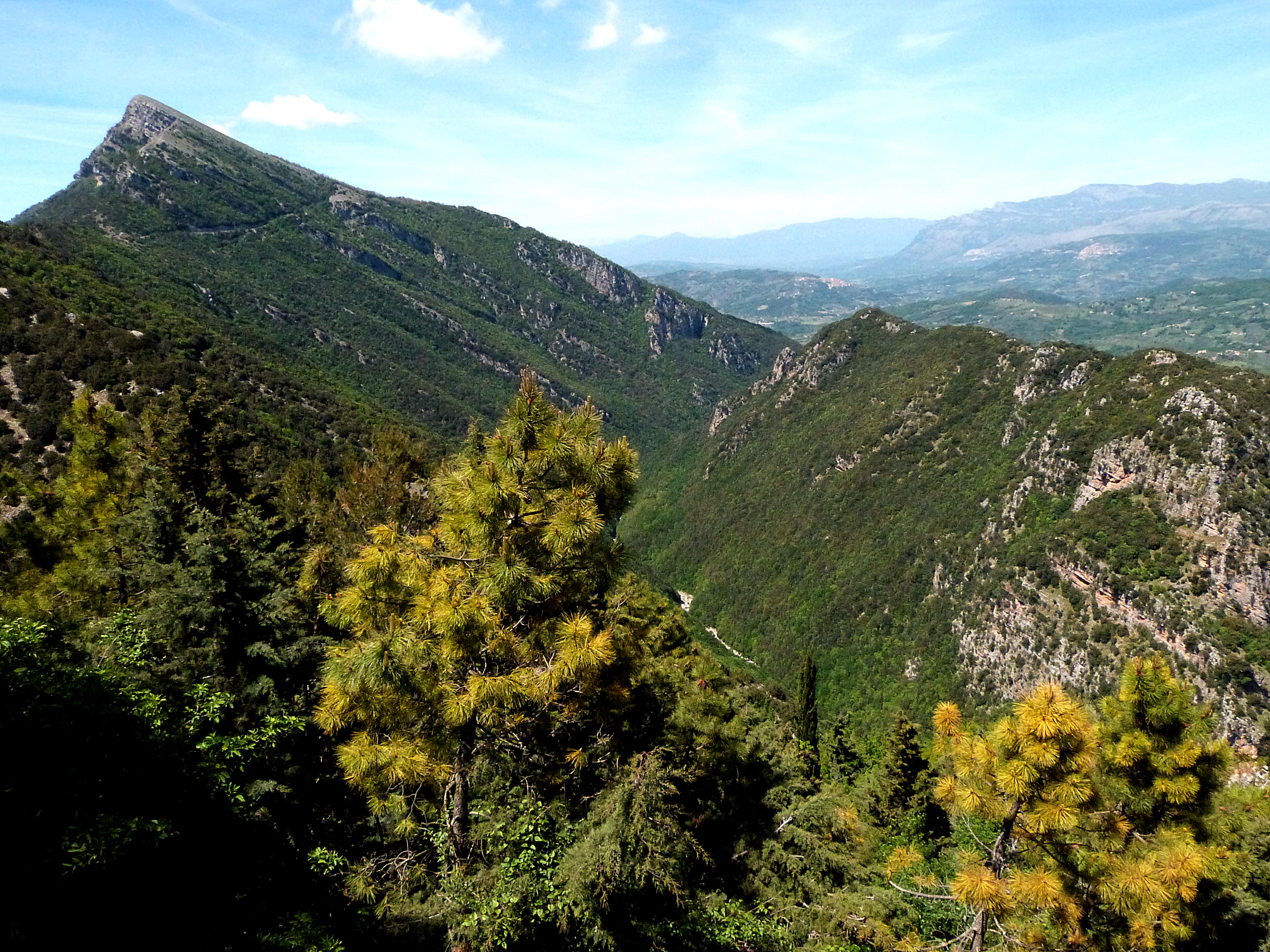
Le gole del Calore viste da Magliano Nuovo (sulla sinistra vi è la Rupa della Noce del monte Faito, mentre a destra il monte Ceglie). Sullo sfondo i monti Alburni e in lontananza i Picentini

Nel comune è compreso un lungo tratto del fiume Calore Lucano, affluente del fiume Sele, il quale ne attraversa il territorio mediante una gola visitabile tramite un sentiero che conduce al vicino paese di Felitto. Fuori dalle gole il corso d'acqua forma anche un piccolo laghetto detto "Pozzo di Raffaele". Il fiume fa parte dell'elenco dei siti d'importanza comunitaria per la regione biogeografica mediterranea, ai sensi della direttiva 92/43/CEE. 
In quanto frazione del comune di Magliano Vetere è compreso con esso nella Comunità montana Calore Salernitano e nell'Unione dei Comuni Alto Calore.

## Storia

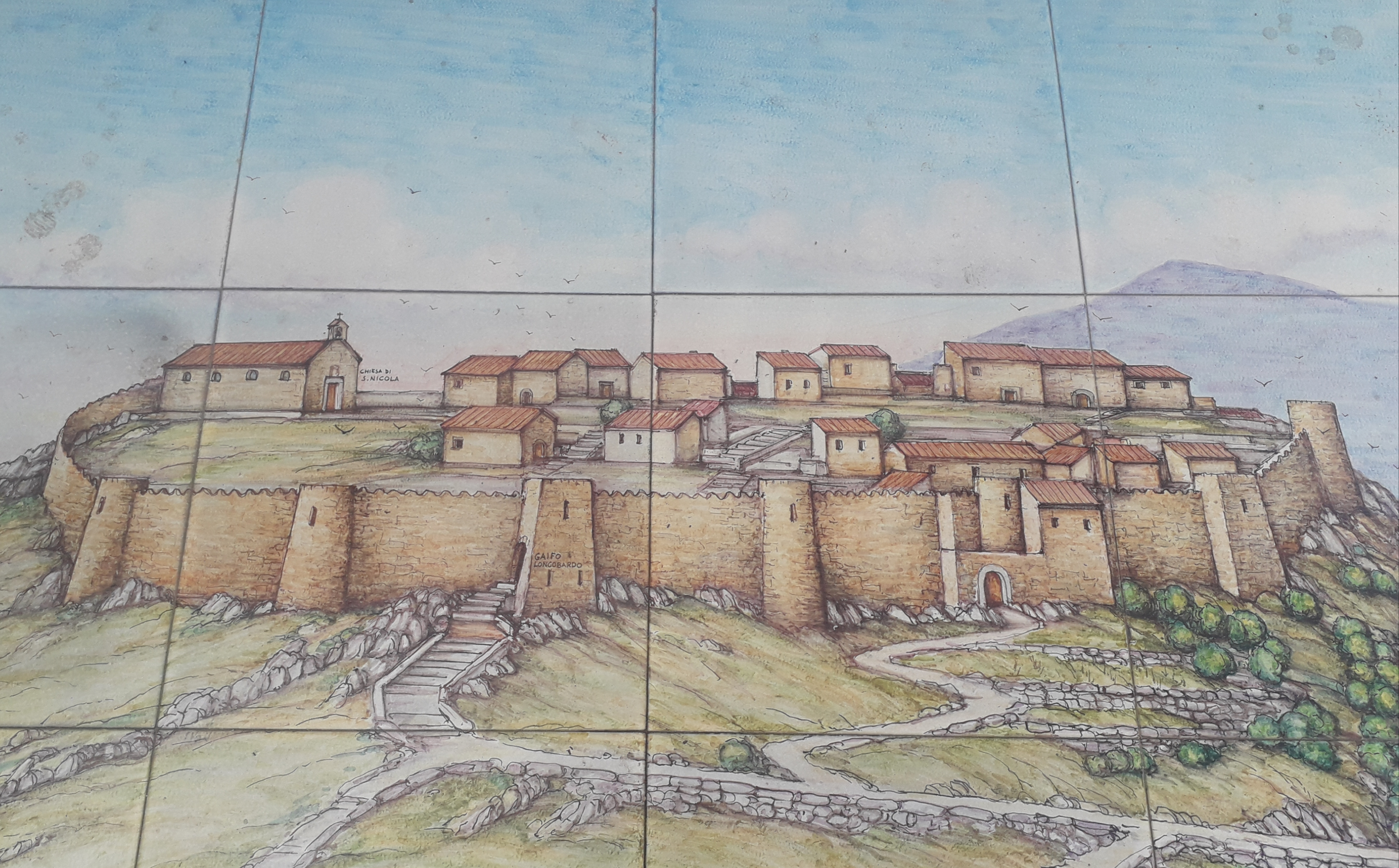
L'aspetto medievale di Magliano Nuovo in un'immagine posta nella piazza principale

Il luogo fu frequentato già in epoca pre-romana, dato il punto strategico sulla cima della montagna, presentando probabilmente un abitato "gemello" sul vicino Monte Ceglie, che assieme al Monte Faito (con la Rupa Rossa e la Rupa della Noce) formano le Gole del Calore.
La posizione strategica e dominante ha permesso di regolare i flussi migratori e gli scambi commerciali tra la costa e l’entroterra che, a sua volta, apriva l’accesso al Mezzogiorno d’Italia. Era tappa quindi obbligatoria passare per il valico della Preta Perciata per i viandanti che lasciavano il Cilento o per quelli che dovevano varcare i suoi confini.
Il territorio fu assegnato alla famiglia romana “Manlius” intorno al 270 a.C., a seguito della sconfitta dei lucani.
Il nome "Magliano" (originariamente "Manlianus") deriverebbe forse dalla famiglia romana, oppure dal termine latino per "martello", i quali sono presenti anche nello stemma comunale.
Il toponimo "Nuovo" fu voluto da Ferdinando I, a significare la rinascita del suo regno.
Magliano divenne un centro importante e fortificato già nel VI d.c. per volere dei Goti, i quali erano interessati al controllo della strategica via di comunicazione che attraversava il territorio. La zona, a seguito della guerra greco-gotica, passò nelle mani dei Bizantini; questi al suo concludersi forse introdussero monaci italo-greci (comunemente definiti basiliani) sullo stesso monte già fortificato dai Goti. Di questi ne sopravvivrebbe il convento, oltre che le cappelle rupestri a Capizzo e Magliano Vetere.
Secoli dopo, un successivo documento di piena epoca longobarda dell'anno 1008, fa riferimento a Magliano quale importante punto strategico per il controllo del valico di Preta Perciata, dal quale si giungeva al ponte medioevale che tutt'oggi sovrasta il fiume Calore. Con i longobardi Magliano fu inoltre sede di una contea del gastaldato di Lucania, all'interno del Principato di Salerno. Ne fu potenziata la cinta muraria con la costruzione della porta d'accesso tutt'oggi esistente (il cosiddetto "gafio") e alla Contea di Magliano facevano riferimento anche gli abitati di Magliano Vetere, Capizzo, Gorga, Stio e Monteforte.
Oltre che i Longobardi, anche i Normanni del Ducato di Puglia e Calabria successivamente ritennero Magliano un importante centro strategico. Crearono quindi lo Stato di Magliano, posto all'interno della baronia di Novi Velia e al quale aggregarono le università di Magliano Vetere, Capizzo, Stio e Gorga. I normanni inoltre ne potenziarono la cinta muraria dotandola di nuovi torri.
Nel 1230 l'imperatore Federico II ritenne che Magliano non dovesse essere più un suffeudo di Novi Velia, e lo elevò al rango di feudo, affidandone il governo a Teobaldo Pasca di Monteforte. Dopo la congiura dei Baroni del 1245 (cd. congiura di Capaccio) e la distruzione del castello di Capaccio, ove perì anche il Barone di Magliano (il quale aveva preso parte nella ribellione), il governo del feudo fu affidato dal re Manfredi ai fratelli De Fenicolo.
Nel 1271, con la venuta degli Angioini, che sconfissero gli Svevi, lo Stato di Magliano venne affidato a Francesco Pasca di Monteforte, figlio di Teobaldo. La cosiddetta guerra del Vespro tra Angioini e Aragonesi imperversò nel Cilento coinvolgendo anche Magliano, la quale fu dotata di ulteriori torri. Gli aragonesi ne invasero le terre, trucidando nobili e poveri.
Dal 1433 Magliano fu posseduta da Guglielmo Sanseverino, Conte di Capaccio; dal 1489 da Berlingieri Carafa. In seguito, i Pasca ne riacquisirono il feudo.
Come già accennato, Il passo della Preta Perciata svolse un ruolo importante nella storia di Magliano. Questo valico infatti era una via di collegamento tra la valle del fiume Calore e la valle del fiume Alento; già citato nel 1008, fu uno dei 14 valichi del Mezzogiorno con diritto di pedaggio dal 1074, e tale rimase fino al regno aragonese.
Nel 1669 il borgo di Magliano Vetere sarebbe stato bruciato per aver ospitato un brigante. Secondo alcuni, i superstiti si sarebbero rifugiati nei pressi dell'antico castello costruito dai Goti, dando vita al casale di Magliano Nuovo (da qui l'appellativo "Nuovo" nel nome del paese), per poi ricostruire tempo dopo l'antica Magliano Vetere.
Questa è però tesi non possibile, poiché l'abitato di Magliano Nuovo presenta tracce più antiche di quelle di Magliano Vetere: ne sono esempi il convento basiliano, il castello e il ponte medioevale, nonché le fonti riguardo al valico di Preta Perciata e ulteriori evidenze.
Il toponimo "Nuovo" è eredità della Restaurazione Borbonica, un nome significativo con il quale si volle simboleggiare la rinascita del regno a seguito delle guerre con Napoleone.
Nel 1800 nei territori adiacenti Magliano imperversava la banda borbonica capitanata da Giuseppe Tardio di Piaggine il quale, forte di un manipolo di circa 90 uomini la mattina del 3 giugno 1863 saccheggiò il vicino paese di Campora e all'alba del 4 giugno assalì i comuni di Stio e Gorga, confinanti col comune di Magliano. In seguito, verso le 11 di mattina, la banda mosse verso Magliano Nuovo. All'arrivo dei briganti la guardia nazionale posta a presidio del borgo si dileguò e Tardio e i suoi uomini furono liberi di saccheggiare il borgo di Palazzo Soccorso e istigare la popolazione alla lotta. Ma mentre Tardio si attardava a Magliano Nuovo, forse per ben saccheggiare la casa del barone Giovanbattista Pasca, la notizia dell'avvenimento si diffondeva nei paesi vicini mettendo in allarme le caserme dei Reali Carabinieri e il Comando di Linea della Guarnigione Piemontese di Vallo della Lucania. Così dopo poche ore il borgo di Magliano Nuovo venne circondato da tre lati dai volontari della guardia nazionale di Magliano Vetere al comando di Fortunato Morra, dai Carabinieri di Gioi Cilento e dai militi della guardia nazionale di Stio, Gorga e Vallo della Lucania. Circondato da tre lati, a Tardio, come unica via di uscita, non rimase che la palude stretta tra i monti Ceglie, Faito e Chianiello che cercò disperatamente di raggiungere. Ma appena fuori dal casale il piccolo esercito di Tardio si trovò di fronte le guardie provenienti da Palazzo Soccorso (contrada della stessa Magliano) ed ebbe inizio una furibonda battaglia. Ben presto alle guardie nazionali cominciarono ad arrivare rinforzi dai dintorni e la banda di Tardio incominciò ad avere la peggio. A Tardio e ai suoi sopravvissuti non rimase altro da fare che darsi alla fuga. Alcuni briganti vennero catturati, sommariamente processati e giustiziati, ma Tardio e alcuni suoi uomini riuscirono a dileguarsi in direzione di Sacco, per poi giungere a Corleto Monforte ove la banda si sciolse. L'episodio, è passato alla storia per la drammaticità del combattimento che vide contrapposti uomini provenienti dalle stesse comunità e perché, dopo le perdite subite a Magliano Nuovo, Giuseppe Tardio non riuscì più ad assalire interi paesi come aveva fatto fino ad allora.
L'ultimo barone di Magliano Nuovo fu Nicola Pasca, che possedette il castello fino all'eversione della feudalità.

## Storia geologica
Ancora prima della comparsa degli uomini il territorio di Magliano (come anche quello del resto del Cilento) era abitato da esseri viventi. Ritrovamenti di fossili di animali marini e conchiglie nei pressi del fiume Calore, e di fossili di piante di terra, come la felce, dimostrano che nel paese ci fu un'alternanza di periodi in cui la terra era emersa e altri in cui era presente il mare.
Molti dei fossili trovati sul territorio sono conservati nel vicino museo di Magliano Vetere.

## Monumenti e luoghi d'interesse
Castello medievale

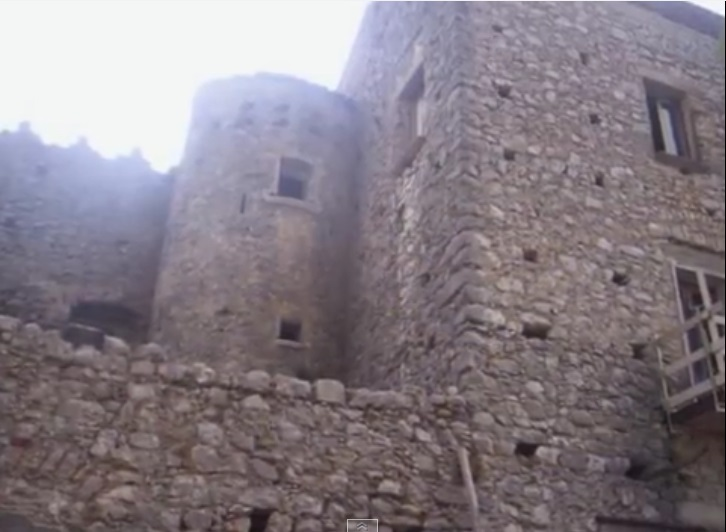
Un tratto di cinta muraria del castello con torre

Costruito nel VI secolo il castello di Magliano Nuovo è costituito da una serie di torri con cinta muraria, la quale avvolge il paese. È possibile visitare di esso il gafio longobardo, ovvero l'antica porta d'accesso al paese, oggi ancora utilizzata.
Il castello aveva originariamente ben sette torri.
Parrocchia Santa Maria Assunta
Una delle due chiese del paese, questa è la più importante. Ha origini trecentesche con rimaneggiamenti nel '600, all'interno si trovano le cappelle di alcune famiglie gentilizie, nelle quali si possono ammirare vari affreschi, il più famoso dei quali è quello detto "dei quindici misteri". Presenta inoltre un'antica fonte battesimale e un pregevole altare maggiore, oltre alla statua di S. Irene scolpita in legno nel 1800. La chiesa cadde in uno stato di degrado nel 2000, fino a che non venne restaurata nel 2010. Sotto la chiesa sono presenti delle catacombe non visitabili.
Convento basiliano

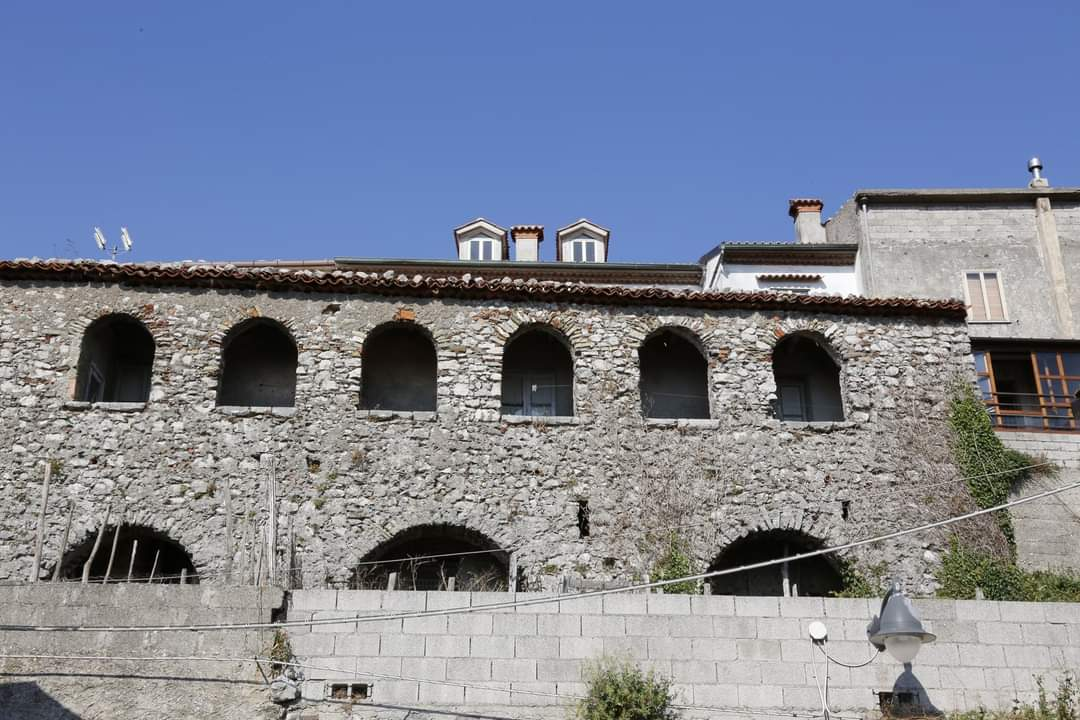
Parte della facciata con loggiato e porticato

Risalente all'XI secolo, il convento basiliano è ubicato accanto la piazza principale, a pochi metri dalla chiesa di Santa Maria Assunta.
I monaci, oltre questa struttura, realizzarono la chiesa di San Nicola (oggi scomparsa) e due cappelle rupestri: una dedicata a Santa Lucia, a Magliano Vetere, sulle pareti del monte Faito, e una dedicata a San Mauro, a Capizzo, sulle rocce del monte Chianiello; entrambe presentano affreschi medievali i quali furono realizzati dai monaci.
La struttura del convento di questi ha mantenuto all'esterno l'aspetto antico, ma non risulta visitabile.
Passo di Preta Perciata

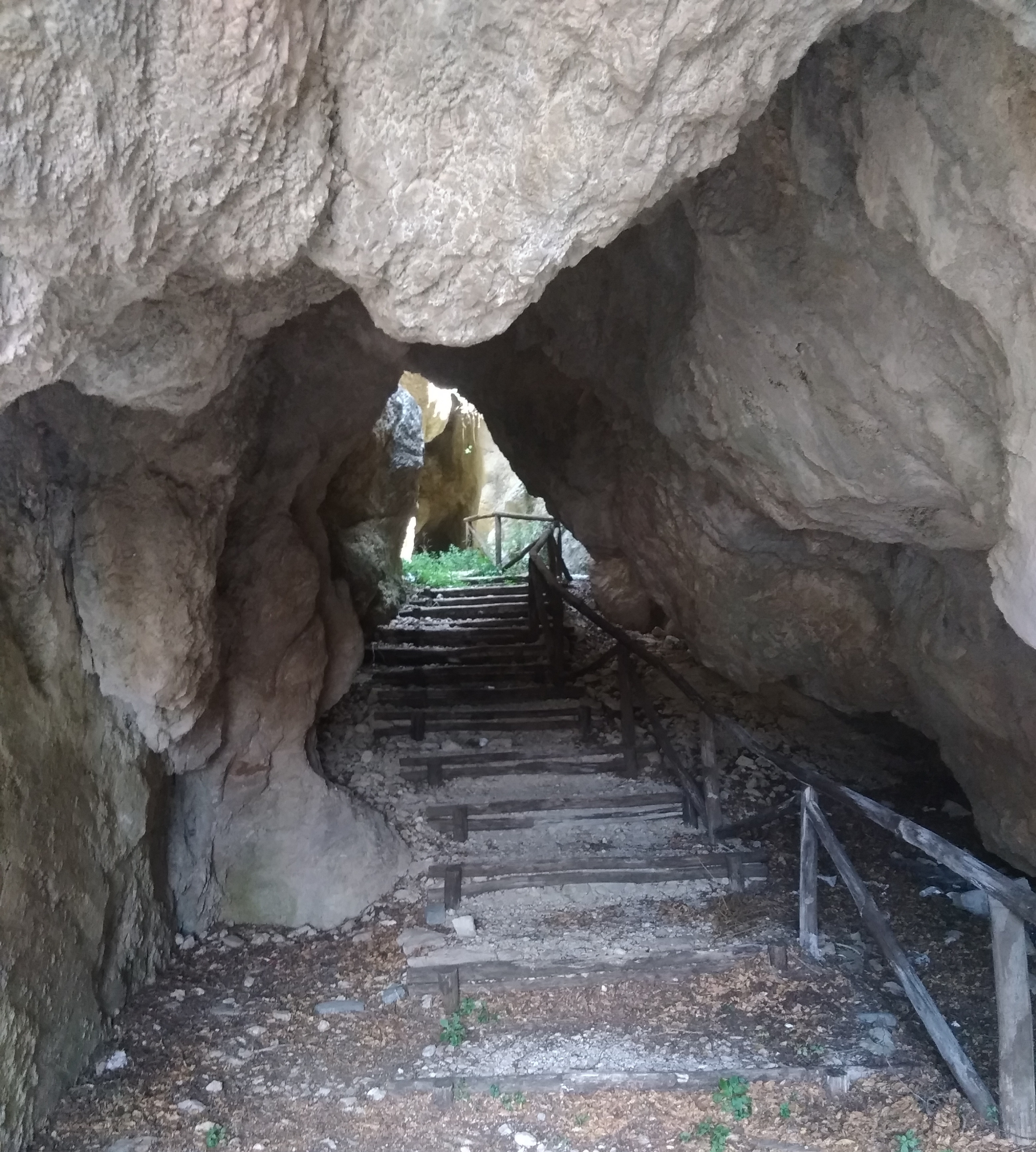
Grotta della Preta Perciata

Il passo di Preta Perciata (o anche Petra Perciata) è un antico valico di montagna il cui uso è attestato dal periodo longobardo. È stato allargato, per fare in modo che il paese fosse collegato alla strada. Nel valico, sulla sinistra (provenendo dalla strada provinciale) è presente un punto ristoro con panorama sulle Gole del Calore, mentre sulla Destra è presente una grotta visitabile con l'omonimo nome. Questa grotta è stata usata dagli abitanti durante la seconda guerra mondiale per ripararsi dai bombardamenti. Si dice che da qui sia passato Parmenide per raggiungere Laurino dove era il ginnasio partendo da Elea.
Pozzo di Raffaele
Il pozzo di Raffaele è un piccolo laghetto formato dal fiume Calore. Vi sono tavoli per un eventuale ristoro.
Ponte medievale

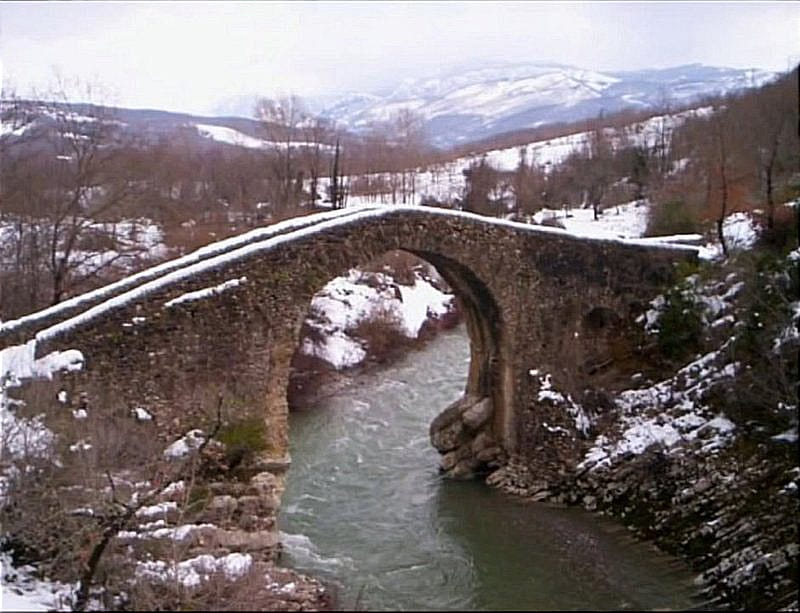
Ponte medievale nel periodo invernale

Uno dei ponti medievali del Fiume Calore. Questo è il più grande, posto non lontano dal Pozzo di Raffaele. Ha probabili origini intorno all'anno 1000, restaurato poi nel 1800. Anticamente era parte della via che collegava Magliano e Felitto subito dopo aver attraversato il valico di Preta Perciata. Si può raggiungere a piedi dal paese, attraverso il sentiero sotto descritto.
Percorso Magliano Nuovo - Postiglione
Oggi sentiero trekking, non è altro che la via che sin almeno dal Medioevo collegava Magliano Nuovo a Felitto.
Questo percorso è composto da quattro tratti:
Il primo comincia vicino alla chiesa di Maria Assunta; attraversa un bosco e termina al passo di Preta Perciata.
Il secondo inizia accanto all'area ristoro della Preta Perciata.
Il primo tratto è posizionato al di sopra del valico, dov'è ubicata la "grotta di Maria Neura", che secondo la leggenda locale era una donna che viveva nella grotta e rapiva i bambini che vi si avvicinavano.
Nel secondo tratto, decisamente più lungo del primo, si scende verso il fiume Calore. Nel percorso è anche presente un rifugio in legno per gli escursionisti; termina in un bivio:
La via di sinistra conduce a un'area panoramica (detta Postiglione, da cui il nome del percorso). È affacciata sulle gole del Calore, con un anfiteatro in legno, locazione che ha ospitato in passato la sagra del paese;
La via di destra, il terzo tratto, porta al ponte medievale di Magliano Nuovo, vicino al pozzo di Raffaele. Il percorso si collega infine all'area Remolino di Felitto.
Il quarto tratto appunto conduce a quest'ultima; dal ponte si inoltra una scalinata. Da qui comincerà il percorso lungo tutte le gole del Calore, fino a Felitto.
Gole del Calore

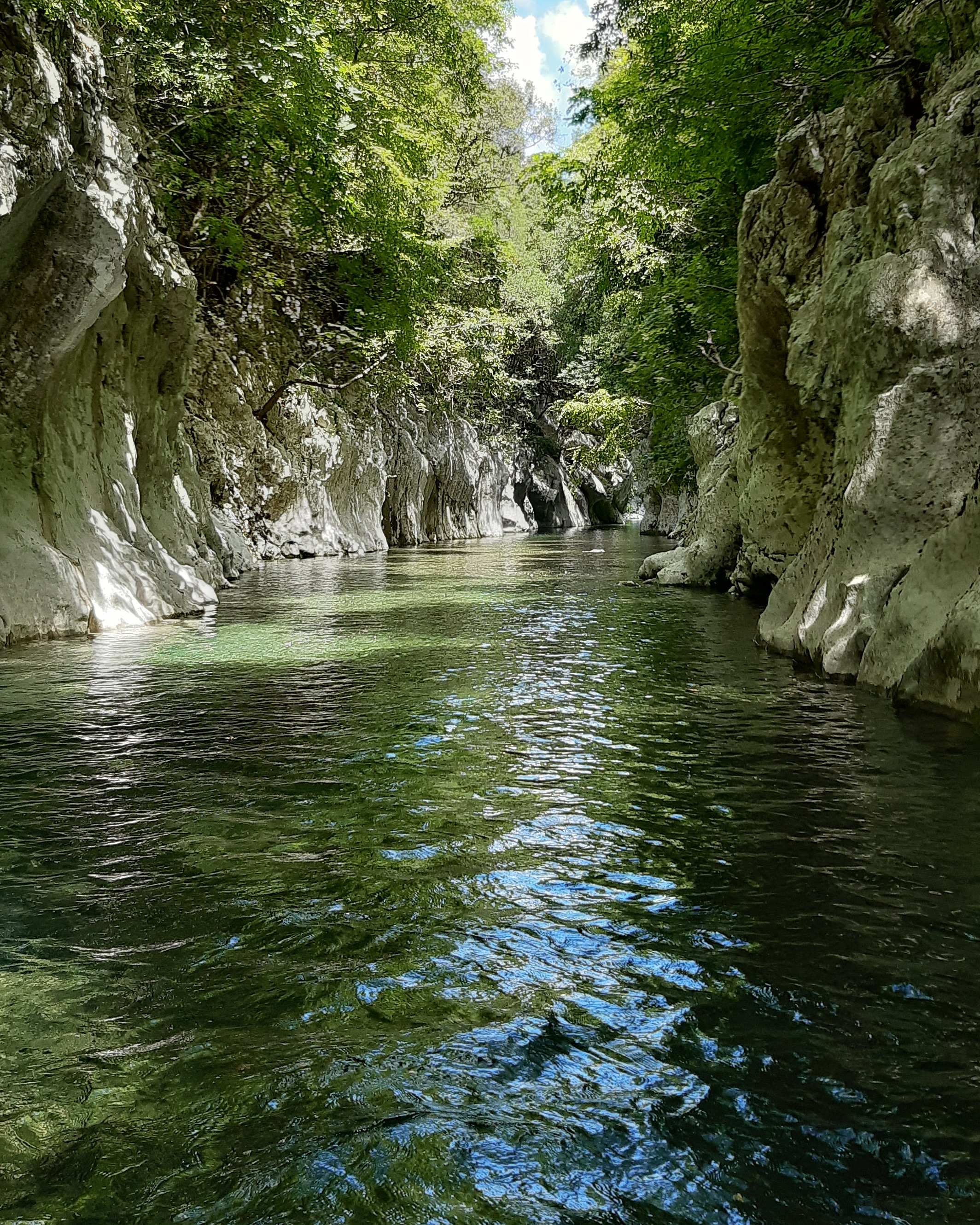
Tratto delle gole tra Magliano e Felitto

Raggiungibili dal percorso Magliano Nuovo - Postiglione, le gole del Calore sono uno dei luoghi più apprezzati del Cilento. Il percorso che le attraversa conduce all'area Remolino di Felitto. È presente in esse un ponte di roccia creatosi naturalmente, "Petratetta"; terminate, a Felitto, vi è un ulteriore ponte medievale, simile a quello del Pozzo di Raffaele.
Vi è anche una grotta, detta "di Bernardo", il quale sarebbe stato un brigante che lì dimorò.
Piazza San Nicola
Situata lì dov'era ubicata la Chiesa di San Nicola, la quale fu fondata nel XI secolo dai Basiliani, è possibile ammirare un panorama con visuale su gran parte del Cilento fino al golfo di Salerno e l'isola di Capri.
Centro storico
Le antiche vie del paese passano per antichi edifici, archi e scalinate. Le costruzioni risalgono perlopiù a un periodo compreso tra il medioevo e il 1900.
Contrada Palazzo Soccorso
Palazzo Soccorso è la contrada che si attraversa, provenendo da Salerno, prima di intraprendere la salita per il paese di Magliano Nuovo.
In essa sono presenti l'antico palazzo baronale della famiglia Pasca e i ruderi di un monastero Agostiniano, detto "Santa Maria del Soccorso". 
Da essi deriva il nome "Palazzo Soccorso" (palazzo, per la residenza baronale; soccorso, dal monastero).

## Infrastrutture e trasporti
Nel paese è presente una scuola elementare, oltre a un edificio costruito sui ruderi della vecchia chiesa di San Nicola, utilizzato come centro polifunzionale per i giovani. È presente, all'interno del bosco alle pendici del monte su cui è situato il paese, un cimitero.